# Simão Tamm
Simão Gustavo Tamm (Rio de Janeiro, 27 de agosto de 1859 — Belo Horizonte, 1928) foi um engenheiro ferroviário e dirigente de empresas de transporte ferroviário brasileiro.
Filho do também engenheiro Simon Tamm, natural de Hamburgo, e de Leonídia de Andrade Pertence, carioca, graduou-se engenheiro pela Escola Central (futura Politécnica) do Rio de Janeiro, quando foi nomeado engenheiro da Estrada de Ferro D. Pedro II. Em 1880 foi um dos fundadores do Clube de Engenharia, no Rio de Janeiro. Fez pós-graduação na Universidade de Berlim e na École Nationale des Ponts et Chaussés de Paris , entre 1887 e 1890. 
Em 1897 foi nomeado diretor da construção do ramal ferroviário que integrava à rede ferroviária brasileira a recém-construida capital de Minas Gerais, Belo Horizonte, integrando também a Comissão Construtora da Nova Capital. Foi sucessivamente diretor da Estrada de Ferro Bahia-Minas, da Estrada de Ferro Sapucaí e da Estrada de Ferro Porto Alegre-Uruguaiana. Foi professor-visitante de diversas universidades européias, em especial na Alemanha.

## Homenagens
- Uma estação ferroviária [2] situada no município de Ressaquinha recebeu o nome de Simão Tamm em sua homenagem, inaugurada em 1950.

- No município de Ressaquinha em Minas Gerais há uma subdivisão administrativa (Distrito) com o seu nome, por onde passa o Caminho Novo da Estrada Real e onde ficam as nascentes do Rio Doce.[3] [4]

- No município de Belo Horizonte há uma rua com o nome de Simão Tamm, situada no bairro Cachoeirinha.

- No município de Barbacena o Terminal Rodoviário da cidade tem o seu nome como denominação.
- No município de Barbacena, MG, o anel rodoviário em torno da cidade, que utiliza o trecho da BR 265 até o cruzamento com a BR 040, é denominado Simão Tamm (Lei n. 12.210, de 19 de janeiro de 2010).